# Club Sportivo Bernardino Rivadavia

El Club Sportivo Bernardino Rivadavia es un club deportivo ubicado en la ciudad de Venado Tuerto, Santa Fe. La institución fue fundada el 22 de junio de 1932 y su principal actividad es el fútbol tanto masculino como femenino, dónde también promueve la práctica de otro deporte como el hockey. Disputa la Liga Venadense de Fútbol y hasta 2017 participó del Torneo Federal B, certamen nacional que se disolvió en ese año por cuestiones vinculadas a la AFA. En la competencia regional, el club obtuvo 6 títulos de Primera A y 3 en división B. A nivel nacional, Rivadavia fue campeón del Torneo del Interior 2012, consiguiendo el ascenso al Torneo Argentino B (posteriormente llamado Torneo Federal B). Actualmente disputa la Liga Venadense y desde 2022 participara en el Torneo Regional Federal, cuarta categoría del fútbol Argentino que reemplaza al antiguo Torneo Federal B.

## Historia
El miércoles 22 de junio de 1932 algo nuevo estaba naciendo en Venado Tuerto. Un grupo de amigos que se juntaban para jugar al fútbol en el barrio Rivadavia de la ciudad, decidieron darle rienda suelta a sus ganas de realizar cosas en conjunto y resolvieron optando por la fundación de un club deportivo.
José Sire, Felipe Moyano, José Rojas, Juan Gatica, Arnaldo Rocca, Crespo Prez, Juan y Eduardo Cuello que, luego de votar varios nombres alternativos, decidieron llamar a su proyecto como Club Sportivo Rivadavia. por el club  Rivadavia de Lincoln y la camiseta con la V azulada por Club Atlético Vélez Sarsfield. A partir de allí, nacía una institución que luego se transformaría en una de las más importantes de la provincia de Santa Fe.

## Uniforme
- Titular: Camiseta blanca con una V azulada y pantalón blanco.
- Alternativa: Camiseta azul con una V blanca y pantalón azul.

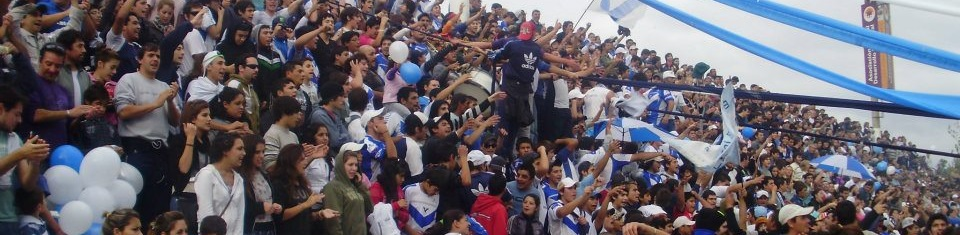
Los Pibes de Siempre, ubicados en la popular Carlos Caraca Raies.

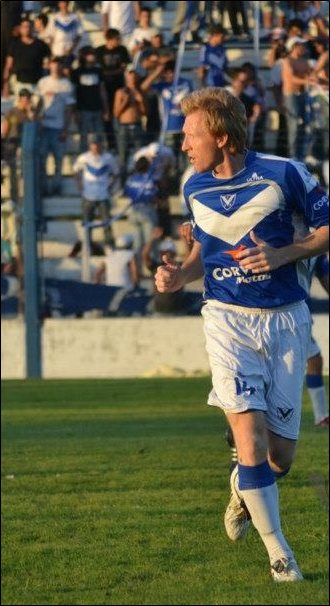
Federico "El Colo" Lussenhoff vistiendo la camiseta de Rivadavia.

- Hockey: ???

## Palmarés
- Liga Venadense de fútbol (Primera A: 1969, 1970, 2013, 2015, 2016 y 2017 - Primera B: 1989, 1997 y 2021)
- Torneo del Interior (2012)
- Campeonato Provincial (1974)

## Indumentaria y patrocinador
| Período       | Proveedor |
| ------------- | --------- |
| 2005–2009     | Athix     |
| 2009-2014     | Ultra     |
| 2014-2015     | Dana      |
| 2015-presente | Nang      |

| Período       | Proveedor |
| ------------- | --------- |
| 2005–2009     | Athix     |
| 2009-2014     | Ultra     |
| 2014-2015     | Dana      |
| 2015-presente | Nang      |

| Período       | Patrocinador                                                                               |
| ------------- | ------------------------------------------------------------------------------------------ |
| 2005–2009     | Jeans Pulse                                                                                |
| 2009–2014     | Centro Hidráulico, Village y Cañiflex                                                      |
| 2014–2015     | Centro Hidráulico, Corven Motos y Cañiflex                                                 |
| 2015-2016     | Centro Hidráulico, Corven Motos, Cañiflex y AMDR                                           |
| 2017-presente | Montreal Viviendas, Cañiflex, Industrias Marcelini, Centro Hidráulico, Corven Motos y AMDR |

| Período       | Patrocinador                                                                               |
| ------------- | ------------------------------------------------------------------------------------------ |
| 2005–2009     | Jeans Pulse                                                                                |
| 2009–2014     | Centro Hidráulico, Village y Cañiflex                                                      |
| 2014–2015     | Centro Hidráulico, Corven Motos y Cañiflex                                                 |
| 2015-2016     | Centro Hidráulico, Corven Motos, Cañiflex y AMDR                                           |
| 2017-presente | Montreal Viviendas, Cañiflex, Industrias Marcelini, Centro Hidráulico, Corven Motos y AMDR |

## Estadio
Rivadavia hace de local en el Coloso de Calle Sarmiento, o simplemente "El Coloso". Estadio ubicado en calle Sarmiento en la ciudad de Venado Tuerto. Cuenta con plateas y una popular (Popular Carlos Caraca Raies) para el sector local, con una capacidad total de 6.000 personas y una popular visitante (Popular de la Dante Alighieri) con capacidad para 500 personas. Además cuenta con vestuario local, visitante y de árbitros con todas las comodidades, también un gimnasio propio en el estadio y tres canchas auxiliares y una de Hockey ubicadas en el predio que se encuentra detrás del estadio.

### Plantel 2022
- Actualizado el 12 de septiembre de 2022

#### Altas
| Altas          |                      |               |                           |         |   |
| Jugador        | Posición             | Procedencia   | Tipo                      | Costo   |   |
| Leandro Canelo | Bandera de Argentina | Mediocampista | Unión y Cultura de Murphy | cesión. | 0 |

#### Bajas
| Bajas   |          |         |      |         |
| Jugador | Posición | Destino | Tipo | Ingreso |

### Jugadores con pasado en el club
- Lucas Ischuk (Belgrano, Atlético de Tucumán, Sarmiento de Junín, Talleres de Córdoba).
- Luis Alberto Carranza (Boca, Racing, Independiente, etc).
- Mauricio Piersimone (Estudiantes, Arsenal de Sarandi, Chacarita, Atlanta).
- Federico Lussenhoff (Rosario Central, San Lorenzo, River, Mallorca de España, Talleres, etc).
- Marcos "Anguila" Gutiérrez (Huracán, Talleres, San Martín Tucumán, Newells, Olimpo, Dep. La Serena (Chile), Necaxa (Mex) etc).
- Patricio Rodríguez (San Martín de Tucumán, Club Atlético Platense).
- Gastón Pinto (Douglas Haig, Sportivo Italiano, Atlanta).
- Diego Trotta (Huracán, Godoy Cruz, San Martín de Tucumán, Elche de España)
- Cristian "Pipi" Silva (Douglas Haig, Uruguay Montevideo, Trujillanos de Venezuela, etc).
- Germán Lesman (Real Madrid B, Colón de Santa Fe).
- Walter Zermatten (Argentinos Jrs, Instituto, River Plate, Deportivo Quito, etc).
- René Kloker (Dep. Táchira de Venezuela, Sp. Itlaliano, Nueva Chicago, Melgar de Perú, etc) .
- Javier Cappelletti (Rosario Central, Talleres, Central Córdoba, CAI, Júnior Barranquilla de Colombia, etc).

### Jugadores extranjeros con pasados en el club
- Joao Moreno Asprilla
- Rubén Robledo Correa
- Fernando Alves Machado
- Bruno Centeno Goncalvez
- Dante Efraín Acosta

## Copa Argentina vs River Plate
El día 31 de julio fue un día histórico para el Club y para la Liga Venadense de Fútbol ya que por los 32avos de final de la Copa Argentina Rivadavia enfrentó en la ciudad de Formosa al Club Atlético River Plate, uno de los clubes más grandes de Argentina y América, club que en ese entonces era el ganador de la Copa Libertadores y subcampeón del mundo, tras perder contra el FC Barcelona en la final de la Copa Mundial de Clubes. Este partido lo dio por ganado a River por 3 a 0, pero eso nada importó para el club de Venado Tuerto que se fue feliz de haber enfrentado a uno de los clubes más grandes del país y haber hecho una gran fiesta en el estadio Antonio Romero con más de 5000 personas que viajaron más de 1.000Km para ver este partido único e histórico. Gracias a este partido y su gran magnitud Rivadavia y su historia fue conocida por toda la Argentina. Al final del partido los hinchas rivales, en un gran gesto aplaudieron de pie al equipo de la ciudad, ganándose así todo el respeto.  

Los jugadores de Rivadavia y River Plate en el saludo inicial.

 *1

## Sportivo Rivadavia en laCopa Santa Fe
Este club ha participado en la Copa Provincial del año 2016. Su primer debut, por dieciséisavos  de final, fue contra Independiente de Chañar Ladeado.
En la ida, en Chañar Ladeado, el día domingo 18 de junio, el partido fue empate a 1, siendo Sportivo quien abría el marcador. Una semana después, el sábado 25 de junio, se jugaba la vuelta. Cabe destacar que el gol de visitante en esta competición no valía, por lo tanto, habría ejecución desde los 12 pasos si el partido salía igualado.
En Venado Tuerto, los de Rivadavia abrían el marcador a los 12' del primer tiempo, luego el equipo de Chañar lo dio vuelta, teniendo ventaja de 2:1. A 5 minutos del cierre de la primera parte, Sportivo tiene una penal a favor, el cual mete y empata el partido 2:2. En el segundo tiempo, Independiente tiene otra penal a favor, que es acertado. El cierre del partido fue con un resultado de 3:2 en contra de los venadenses.
Por la Copa Santa Fe 2017 Rivadavia enfrentó en dieciseisavos a General Belgrano de Santa Isabel y pasó de fase ganando 2 a 0 en al ida y perdiendo 1 a 0 en al vuelta (2 a 1 en el global). 
En los octavos de final lo esperaba Newell's Old Boys de Rosario, en el debut de su DT "Chocho" Llop. El partido se jugó el 23 de julio en el Estadio Marcelo Bielsa con gran convocatoria de público. El partido terminó 1 a 1, el gol de Rivadavia lo hizo Leandro Basán y el gol de Newell's lo hizo Héctor Fertoli de tiro libre. Se definió por penales y el ganador fue Rivadavia que ganó 4 a 3. 
En la siguiente ronda, Rivadavia fue derrotado 1 a 0 ante Atlético de Rafaela en dicha ciudad, equipo que había perdido la categoría y se armaba para jugar en la B Nacional.
| Copa Santa Fe 2016 | Segunda Ronda | 2  | 0 | 1 | 1 | 3  | 4  | -1 |
| Copa Santa Fe 2017 | Semifinal     | 6  | 2 | 2 | 2 | 5  | 4  | +1 |
| Copa Santa Fe 2018 | Segunda Ronda | 2  | 0 | 1 | 1 | 3  | 4  | -1 |
| Copa Santa Fe 2019 | Tercera Ronda | 2  | 0 | 0 | 2 | 1  | 3  | -2 |
| Total              | 4/4           | 12 | 2 | 4 | 6 | 12 | 15 | -3 |